# Ninja Rùa
Ninja Rùa (tên gốc là Teenage Mutant Ninja Turtles, tạm dịch là Những thiếu niên Ninja Rùa đột biến) là một bộ tứ siêu anh hùng hư cấu gồm những chú rùa đi bằng hai chân vị thành niên, được huấn luyện theo nghệ thuật Ninja Ninjitsu cổ đại xuất hiện trong một loạt phim cùng tên bao gồm truyện tranh, phim hoạt hình dành cho trẻ em, phim truyện và các sản phẩm liên kết khác. Các nhân vật được tạo ra vào năm 1984 từ nhóm tác giả-họa sĩ truyện tranh Peter Laird và Kevin Eastman, họ đã đặt tên bốn con rùa theo tên các nghệ sĩ thời Phục hưng Ý, và xuất bản cuộc phiêu lưu của các nhân vật trong truyện tranh do Mirage Studios xuất bản.
Trong câu chuyện của họ, những con rùa đã được huấn luyện về môn võ thuật nhẫn thuật của Nhật Bản từ người cha nuôi của chúng là một sư phụ chuột nhân hình Splinter. Từ ngôi nhà của họ trong hệ thống cống rãnh của Thành phố New York, họ chiến đấu với những tên tội phạm, trùm độc ác, sinh vật đột biến và những kẻ xâm lược ngoài hành tinh trong khi cố gắng ẩn mình khỏi xã hội. Từ năm 1984, loạt truyện tranh về Ninja Rùa với bốn chú rùa xanh đột biến, có hình dạng như người chiến đấu bảo vệ hòa bình cho người dân thành phố New York đã trở thành hiện tượng và được yêu thích khắp toàn cầu. Từ nhân vật truyện tranh đình đám, các nhà sản xuất quyết định đưa các chú Ninja Rùa lên các loạt phim hoạt hình, nhạc kịch, phim điện ảnh.

## Liên kết
- Eastman, Kevin (2002). Kevin Eastman's Teenage Mutant Ninja Turtles Artobiography. Los Angeles: Heavy Metal. ISBN 1-882931-85-8.
- Wiater, Stanley (1991). The Official Teenage Mutant Ninja Turtles Treasury. New York: Villard. ISBN 0-679-73484-8.